# Демченко Вячеслав Вадимович
Демченко Вячеслав Вадимович — бригадний генерал, тимчасово виконуючий обов'язки Голови Державної митної служби України.

## Біографія
Здобув дві вищі освіти: в Національна академія Державної прикордонної служби України імені Богдана Хмельницького та Національна академія Служби безпеки України.
У 1994—1995 роках служив у Прикордонних військах України.
З 1995 по 1999 роки — курсант Академії Прикордонних військ України ім. Богдана Хмельницького.
Починаючи з 1999 року проходив військову службу на посадах офіцерського складу в Прикордонних військах України та з 2003 року — в Адміністрації Державна прикордонна служба України.
Під час військової служби пройшов шлях від рядового до начальника Управління розвідки Адміністрації Державної прикордонної служби України. Має військове звання бригадний генерал.
З листопада 2021 року працює в Державній митній службі України на посаді директора Департаменту боротьби з контрабандою та порушеннями митних правил.
Розпорядженням Кабінету Міністрів України від 04.11.2021 № 1403-р покладено виконання обов'язків Голови Державної митної служби України.
Володіє англійською та польською мовами.